# 宮崎ヒヨリ
宮崎 ヒヨリ（みやざき ひより、10月8日 - ）は、日本の女性声優。千葉県出身。所属事務所はヴィムス。

## 人物
趣味は絵を描くこと、音楽。特技はドラム、イラスト。

## 出演

### テレビアニメ
2024年
- カードファイト!! ヴァンガード Divinez（女子生徒）
- ATRI -My Dear Moments-（生徒）

2025年
- アオのハコ（生徒）
- SAKAMOTO DAYS（店員）
- フードコートで、また明日。（和田）

### ゲーム
- けものフレンズ3（2023年、ダイトウオオコウモリ[3]）

### TV
- 笑ってコラえて!（ボイスオーバー[1]）

### WEB番組
- 絵本作家への道（MC[1]）